# Херц, Майкл
Майкл Херц (англ. Michael Herz) — американский продюсер, режиссёр, сценарист и актер. Один из создателей независимой киностудии Трома.

## Биография
Самым важным событием в жизни Херца стало знакомство в Йельском университете с Ллойдом Кауфманом, с которым впоследствии они вдвоем основали студию Трома. Как вспоминал Кауфман, они дружили, потому что у Херца была пинболл-машина, а у Кауфмана телевизор. Впервые Майкл поработал на съемочной площадке в качестве актёра в студенческом фильме Кауфмана «Девочка, которая вернулась».
После выпускного Херц поступил в Нью-Йоркский университет. В себе будущий продюсер таил желание стать сценаристом. Однажды его тогдашняя девушка Марис повела его на просмотр ленты «Cry Uncle», где Ллойд Кауфман значился менеджером по производству. Впечатленный Херц немедленно связался с Кауфманом и чуть позже был подключен к созданию фильма «Сахарное печенье». Через год спевшиеся Кауфман и Херц основали свою ныне культовую студию.
Вместе они срежиссировали и спродюсировали все фильмы Тромы, начиная с комедии «Сосите кегли» (1979), и заканчивая фантастическим боевиком «Сержант Кабукимен из нью-йоркской полиции» (1991). С того момента Херц ограничивает себя только продюсерскими функциями.

## Интересные факты
В отличие от своего коллеги и друга Ллойда Кауфмана, Майкл Херц не любит появляться на публике. Во всех рекламных роликах студии Трома под псевдонимом «Майкл Херц» снимается 200-килограммовый актёр Джо Флайшейкер, иконическая звезда студии.

## Избранная фильмография
- 1969 — «Девочка, которая вернулась» (Актер)
- 1979 — «Сосите кегли» (Продюсер)
- 1980 — День матери (Продюсер)
- 1982 — Безбашенные официантки (Продюсер, режиссёр)
- 1983 — Развод или…все наоборот (Продюсер, режиссёр, сценарист)
- 1983 — Первые сексуальные опыты (Продюсер, режиссёр, сценарист)
- 1984 — Токсичный мститель (Продюсер, режиссёр)
- 1986 — Кричащие школьницы (Продюсер)
- 1986 — Боевой шок (Продюсер)
- 1986 — Атомная школа (Актер, продюсер, режиссёр)
- 1988 — Война Тромы (Продюсер, режиссёр)
- 1989 — Токсичный мститель 2 (Актер, продюсер, режиссёр)
- 1989 — Токсичный мститель 3 (Продюсер, режиссёр)
- 1990 — Сержант Кабукимен из нью-йоркской полиции (Продюсер, режиссёр)
- 1991 — Атомная школа 2 (Актер, продюсер)
- 1994 — Атомная школа 3 (Продюсер)
- 1995 — У блондинок пушки круче (Продюсер)
- 1996 — Тромео и Джульетта (Продюсер)
- 1999 — Беспредельный террор (Продюсер)
- 2000 — Токсичный мститель 4: Гражданин Токси (Продюсер)
- 2002 — Канны, любовь моя (Продюсер)
- 2004 — Байки с помойки (Продюсер)
- 2006 — Атака куриных зомби (Продюсер)
- 2013 — Атомная школа: Возвращение. Часть 1 (Продюсер)
- 2017 — Атомная школа: Возвращение. Часть 2 (Продюсер)